# Apaidia rufeola
Apaidia rufeola là một loài bướm đêm thuộc phân họ Arctiinae, họ Erebidae.